# Dan Peek
Dan Peek (Panama City, Florida, 1 november 1950 - Farmington, Missouri, 24 juli 2011), was een van de oprichters van de band America, maar in 1977 verliet hij de band om zich te gaan richten op een solocarrière in gospelmuziek.
Zijn eerste soloalbum All Things Are Possible kwam uit in 1979. De gelijknamige single werd een enorme Gospel hit. In de Contemporary Christian Music Pop Chart stond deze single 13 weken op nr. 1, en werd genomineerd voor een Grammy Award.
Hij heeft ook nummers geschreven voor Jars of Clay en Garth Brooks.

## Discografie

### Albums
- All Things Are Possible (1979)
- Doer of the World (1984)
- Electro Voice (1986)
- Cross Over (1987)
- Bodden Town (1999)
- "Driftin" & Tales From the Lost Islands (2001)
- Guitar Man (2002)

### Singles
- All Things Are Possible (1978)
- Divine Lady (1978)
- Ready For Love (1979)
- The Star (1979)
- Doer of the World (1984)
- Redeemer (1984)
- Holy Spirit (1985)
- Lonely People (1986)
- Electro Voice (1986)
- Sleep Baby Jesus (1986)
- Cross Over (1987)
- A New Song (1987)
- I Will Not Be Silent (1987)
- My American Dream (1988)
- Summer Rain (1998)
- On Wings of Eagles (2000)

- Biblioteca Nacional de España: XX1762699
- Bibliothèque nationale de France: cb14772261m (data)
- International Standard Name Identifier: 0000 0000 4134 6340
- Library of Congress Control Number: n92103281
- MusicBrainz: f5e0554a-1a1e-43ab-b00b-903a4d6cf7b8
- Virtual International Authority File: 48428671
- WorldCat: E39PBJjmRv3fMyFwkpfWkTcdcP